# 净慈寺
净慈报恩光孝禅寺，简称净慈寺、净寺，位于浙江杭州西湖湖畔南屏山，汉族地区佛教全国重点寺院之一。

## 历史沿革
净慈寺初为“慧日永明院”，为五代十国后周显德元年（954年）吳越國王錢弘俶为永明延壽禅师所建。北宋改为寿宁禅院，南宋又为净慈报恩光孝禅寺，简称净慈寺或净慈禅寺。被列为禅宗五山之一。明、清以后屡毁屡建。《清稗類鈔》里面记载了淨慈寺僧騙王元寶发愿重修淨慈寺的事。

## 文化
南宋楊萬里有名詩《曉出淨慈寺送林子方》，描寫了夏日淨慈寺周圍西湖荷花盛開的景色。
据胡适亲历考证，1707年康熙南巡诏杭州织造孙文成重建钟楼，钟楼碑文上刻有“江宁织造曹寅捐银五百两，苏州织造李煦捐银五百两，杭州织造孙文成捐银五百两”。

## 建筑特点
净慈寺为典型汉传佛教寺庙风格。大雄宝殿西例有济祖殿，殿前有运木古井一口，殿内供奉济公禅师像。在净慈寺门右边有“南屏晚钟”碑亭，为杭州著名的西湖十景之一。
明太祖洪武年间，铸一座巨鐘，每日傍晚，夕阳西下，暝色苍茫，鐘声在群山碧空中回荡，响彻云霄。由于南屏山空穴怪石较多，鐘声经石穴回荡互激，鐘声传播到十多里外。康熙皇帝也在净慈寺寺门外建碑亭，上刻“南屏晚鐘”四字。清朝末年，铜鐘在战乱中消失。1984年，净慈寺在日本曹洞宗大本山永平寺相助下，重建大梵鐘。1986年11月21日，中日佛教界人士数百人欢聚净慈寺，举行了隆重的大梵鐘落成法会。
在净慈寺后院，还保存着宋代高僧如净禅师墓塔。

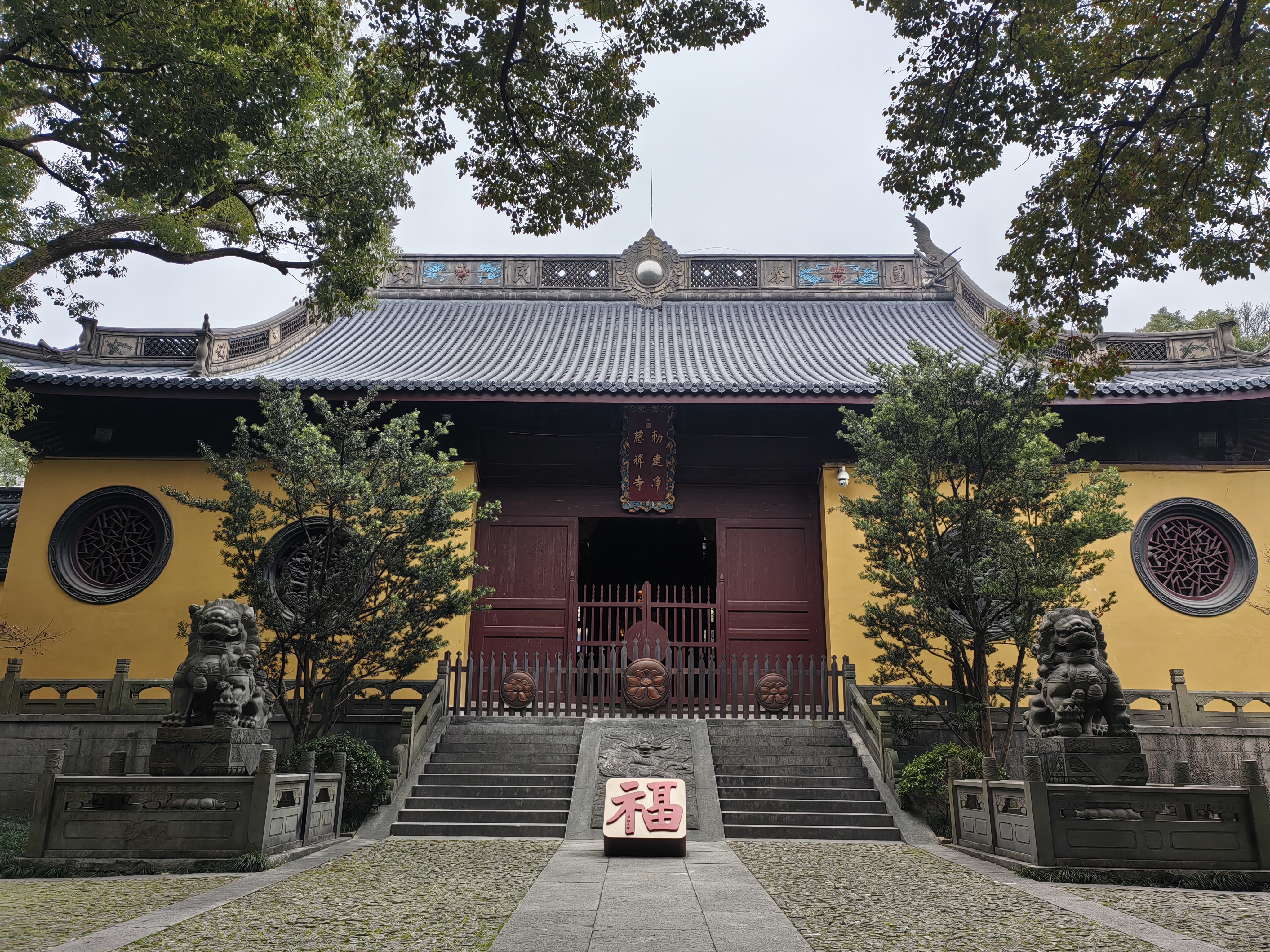
山门挂竖额“敕建净慈禅寺”
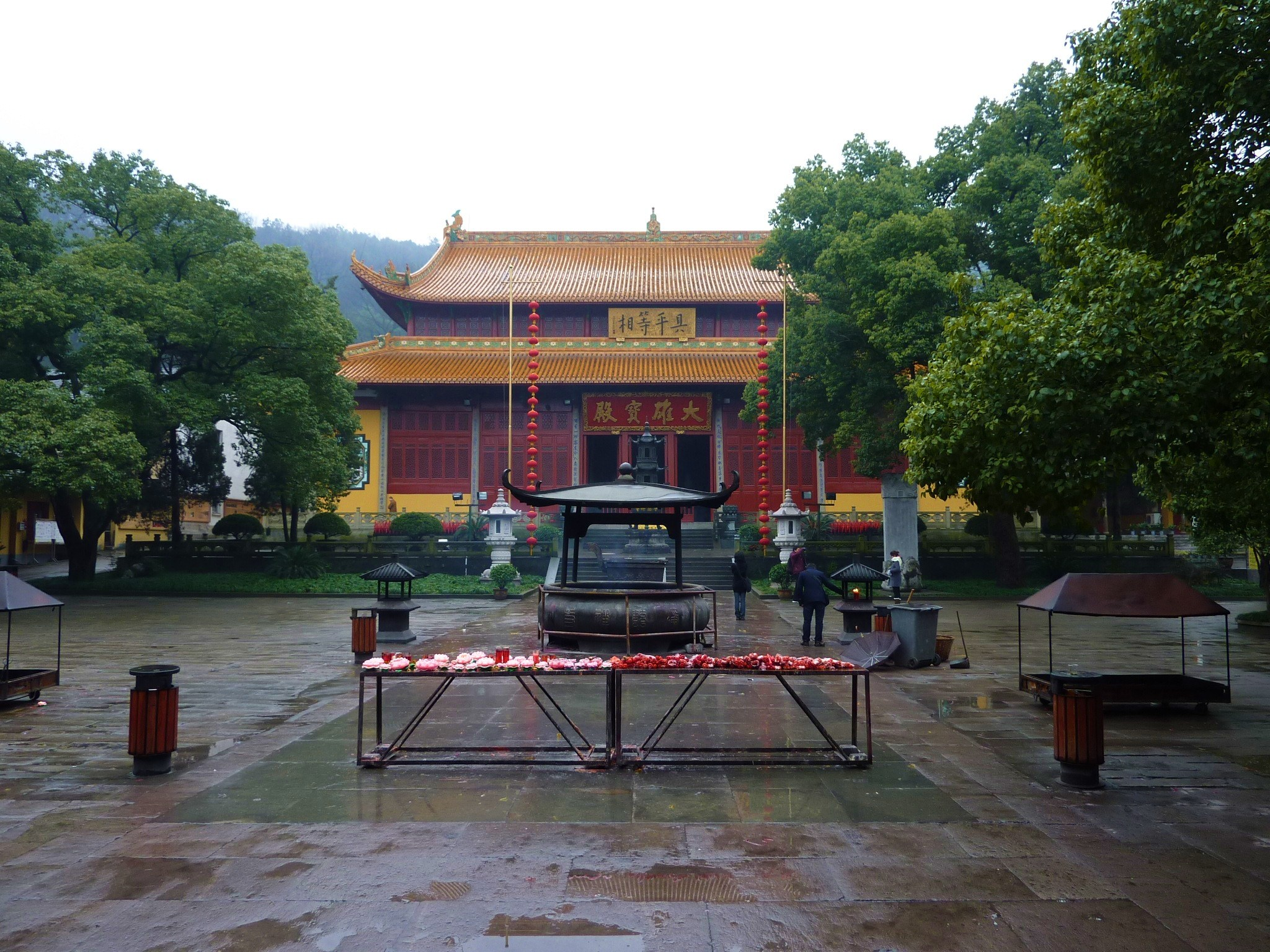
大雄宝殿
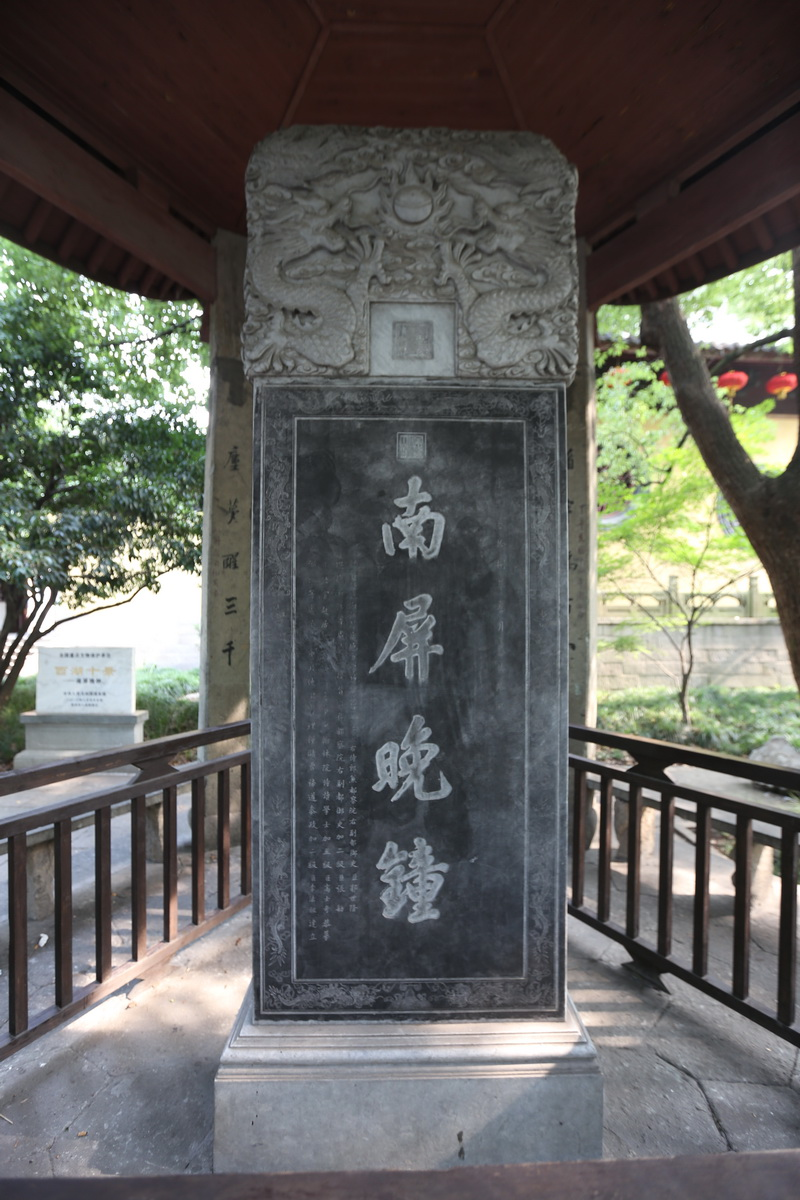
“南屏晚鐘”碑亭
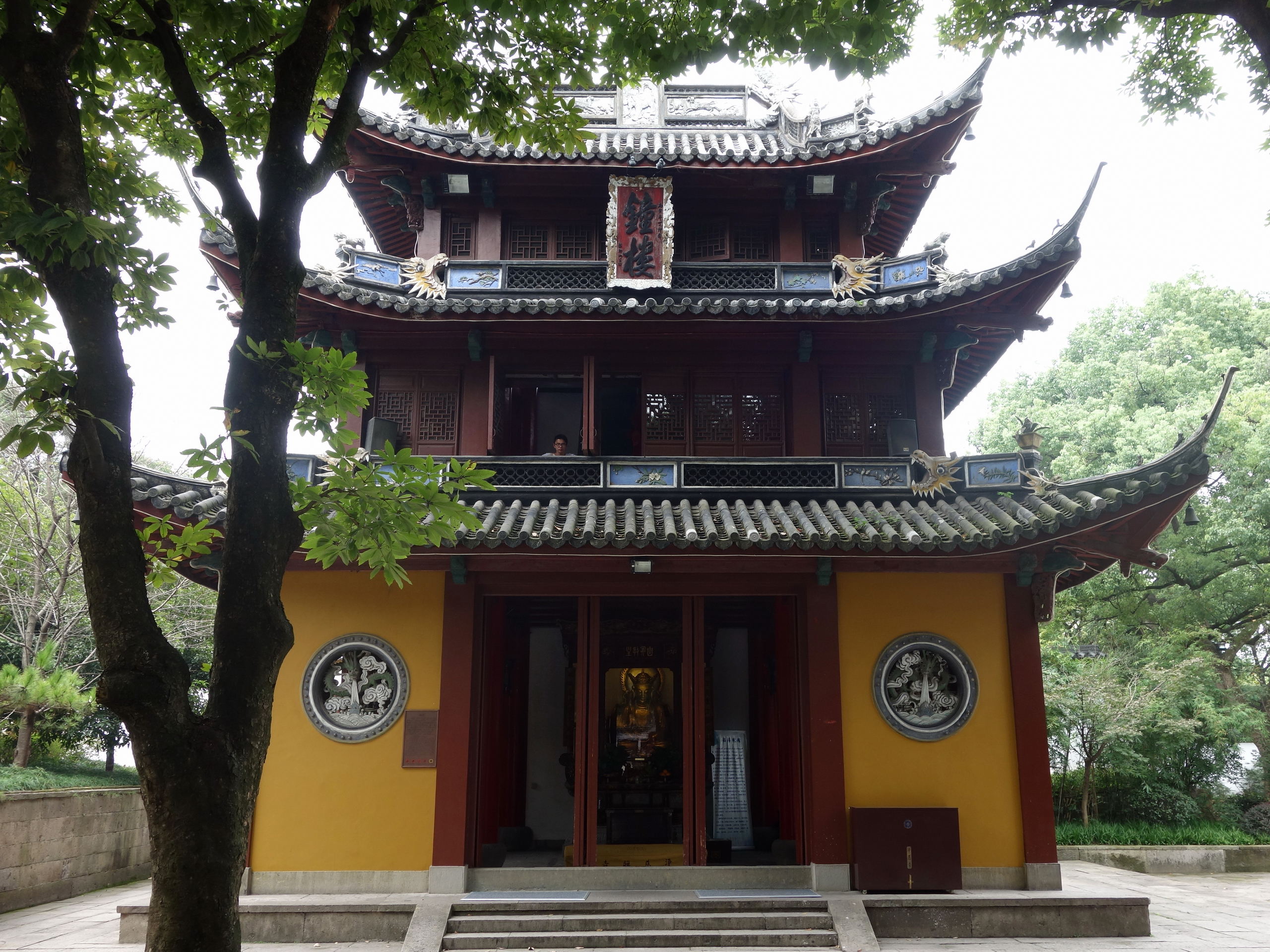
鐘楼
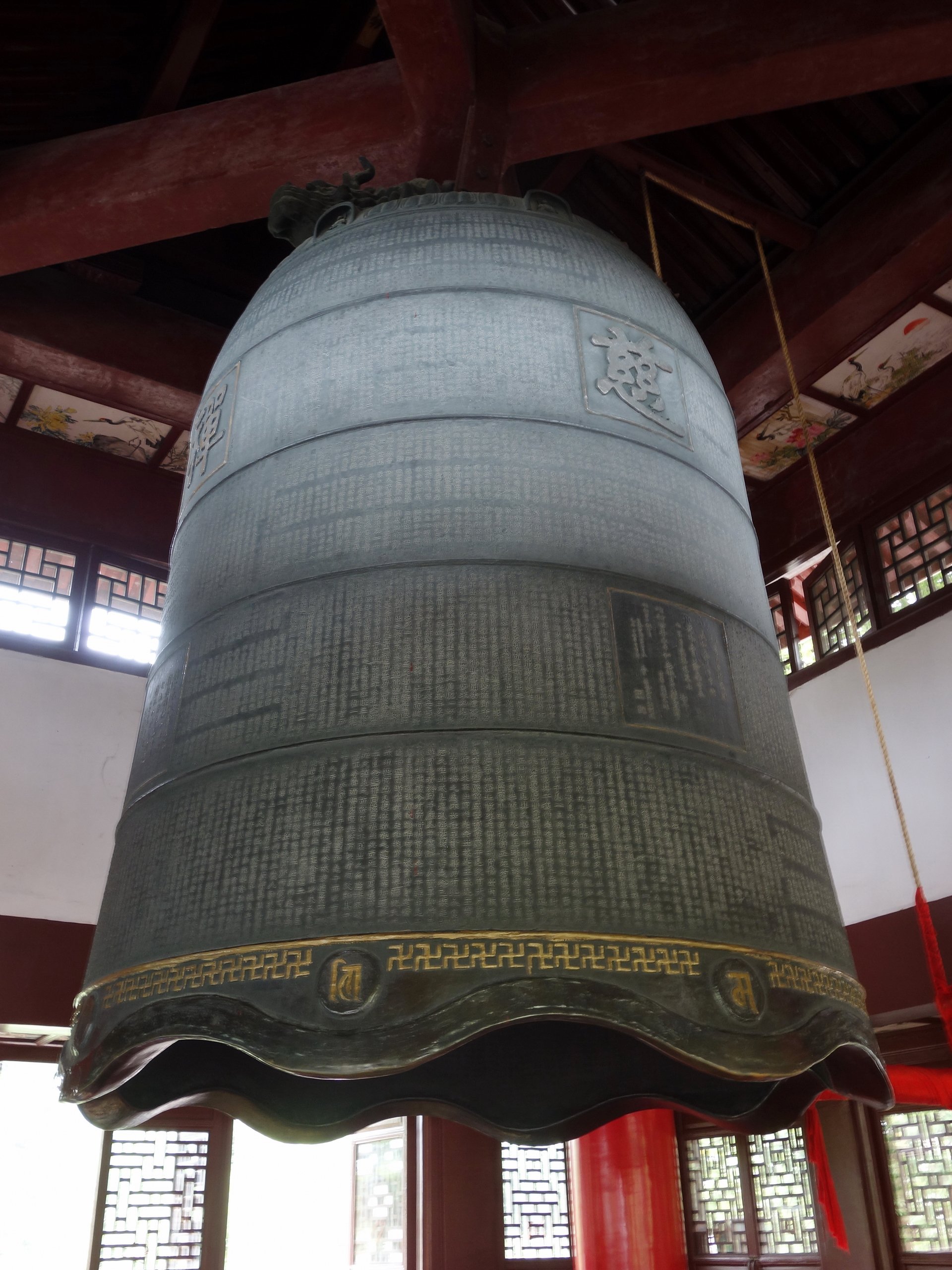
鐘楼铜鐘